# Coupe des clubs champions européens de handball 1991-1992
Navigation
Coupe des clubs champions 1990-1991 Coupe des clubs champions 1992-1993
La saison 1991-1992 de la Coupe des clubs champions européens de handball met aux prises 28 équipes européennes. Il s’agit de la 32e édition de la compétition organisée par la Fédération internationale de handball.
Le vainqueur est le club yougoslave puis croate du RK Zagreb qui remporte le sacre européen pour la première fois.

## Déroulement
La Chute des régimes communistes induit de quelques modifications au sein de l'Europe :
- Croatie : l'indépendance de la Croatie a lieu le 25 juin 1991 suite la dislocation de la Yougoslavie. Le RK Zagreb joue pour la première fois sous le drapeau croate à partir de janvier 1992. Il est qualifié pour la Coupe des clubs champions européens de handball 1991-1992 en tant que champion de Yougoslavie. Il a fallu attendre en 1993 que la Croatie soit le nouveau membre de l'EHF.
- Allemagne : la réunification allemande a eu lieu le 3 octobre 1990. Les clubs de l'ex Allemagne de l'Est et ceux de l'ex Allemagne de l'Ouest jouent désormais sous le même drapeau de l'Allemagne réunifiée à partir de cette année. Pour déterminer le représentant, une finale a opposé le VfL Gummersbach, champion d'Allemagne de l'Ouest, au SC Magdebourg, champion d'Allemagne de l'Est. Celle-ci a été remportée par Gummersbach (18-15 et 14-16)[1].

## Participants
| Deuxième tour préliminaire | Deuxième tour préliminaire | Deuxième tour préliminaire | Deuxième tour préliminaire | Deuxième tour préliminaire | Deuxième tour préliminaire | Deuxième tour préliminaire | Deuxième tour préliminaire | Deuxième tour préliminaire | Deuxième tour préliminaire | Deuxième tour préliminaire | Deuxième tour préliminaire | Deuxième tour préliminaire | Deuxième tour préliminaire | Deuxième tour préliminaire | Deuxième tour préliminaire | Deuxième tour préliminaire | Deuxième tour préliminaire | Deuxième tour préliminaire | Deuxième tour préliminaire | Deuxième tour préliminaire | Deuxième tour préliminaire | Deuxième tour préliminaire | Deuxième tour préliminaire | Deuxième tour préliminaire | Deuxième tour préliminaire | Deuxième tour préliminaire | Deuxième tour préliminaire | Deuxième tour préliminaire | Deuxième tour préliminaire |
| --- | --- | --- | --- | --- | --- | --- | --- | --- | --- | --- | --- | --- | --- | --- | --- | --- | --- | --- | --- | --- | --- | --- | --- | --- | --- | --- | --- | --- | --- |
| - FC Barcelone : Champion d'Espagne - SKIF Krasnodar : Champion d'URSS | - FC Barcelone : Champion d'Espagne - SKIF Krasnodar : Champion d'URSS | - FC Barcelone : Champion d'Espagne - SKIF Krasnodar : Champion d'URSS | - FC Barcelone : Champion d'Espagne - SKIF Krasnodar : Champion d'URSS | - FC Barcelone : Champion d'Espagne - SKIF Krasnodar : Champion d'URSS | - FC Barcelone : Champion d'Espagne - SKIF Krasnodar : Champion d'URSS | - FC Barcelone : Champion d'Espagne - SKIF Krasnodar : Champion d'URSS | - FC Barcelone : Champion d'Espagne - SKIF Krasnodar : Champion d'URSS | - FC Barcelone : Champion d'Espagne - SKIF Krasnodar : Champion d'URSS | - FC Barcelone : Champion d'Espagne - SKIF Krasnodar : Champion d'URSS | - FC Barcelone : Champion d'Espagne - SKIF Krasnodar : Champion d'URSS | - FC Barcelone : Champion d'Espagne - SKIF Krasnodar : Champion d'URSS | - FC Barcelone : Champion d'Espagne - SKIF Krasnodar : Champion d'URSS | - FC Barcelone : Champion d'Espagne - SKIF Krasnodar : Champion d'URSS | - FC Barcelone : Champion d'Espagne - SKIF Krasnodar : Champion d'URSS | - Eskişehir ETİ Bisküvi : Champion de Turquie - / RK Zagreb : Champion de Yougoslavie | - Eskişehir ETİ Bisküvi : Champion de Turquie - / RK Zagreb : Champion de Yougoslavie | - Eskişehir ETİ Bisküvi : Champion de Turquie - / RK Zagreb : Champion de Yougoslavie | - Eskişehir ETİ Bisküvi : Champion de Turquie - / RK Zagreb : Champion de Yougoslavie | - Eskişehir ETİ Bisküvi : Champion de Turquie - / RK Zagreb : Champion de Yougoslavie | - Eskişehir ETİ Bisküvi : Champion de Turquie - / RK Zagreb : Champion de Yougoslavie | - Eskişehir ETİ Bisküvi : Champion de Turquie - / RK Zagreb : Champion de Yougoslavie | - Eskişehir ETİ Bisküvi : Champion de Turquie - / RK Zagreb : Champion de Yougoslavie | - Eskişehir ETİ Bisküvi : Champion de Turquie - / RK Zagreb : Champion de Yougoslavie | - Eskişehir ETİ Bisküvi : Champion de Turquie - / RK Zagreb : Champion de Yougoslavie | - Eskişehir ETİ Bisküvi : Champion de Turquie - / RK Zagreb : Champion de Yougoslavie | - Eskişehir ETİ Bisküvi : Champion de Turquie - / RK Zagreb : Champion de Yougoslavie | - Eskişehir ETİ Bisküvi : Champion de Turquie - / RK Zagreb : Champion de Yougoslavie | - Eskişehir ETİ Bisküvi : Champion de Turquie - / RK Zagreb : Champion de Yougoslavie | - Eskişehir ETİ Bisküvi : Champion de Turquie - / RK Zagreb : Champion de Yougoslavie |
| Premier tour préliminaire | | | | | | | | | | | | | | | | | | | | | | | | | | | | | |
| - VfL Gummersbach : Champion d'Allemagne - UHK Volksbank Vienne : Champion d'Autriche - HC Herstal : Champion de Belgique 1991 - CSKA Sofia : Champion de Bulgarie - SPE Strovolos Nicosie : Champion de Chypre - Kolding IF : Champion du Danemark - TEKA Santander : Vice-champion d'Espagne - BK-46 Karis : Champion de Finlande - USAM Nîmes 30 : Champion de France 1991 - Tryst 77 HC : Champion de Grande-Bretagne - AS Fílippos Véria : Champion de Grèce - Elektromos SE : Champion de Hongrie | - VfL Gummersbach : Champion d'Allemagne - UHK Volksbank Vienne : Champion d'Autriche - HC Herstal : Champion de Belgique 1991 - CSKA Sofia : Champion de Bulgarie - SPE Strovolos Nicosie : Champion de Chypre - Kolding IF : Champion du Danemark - TEKA Santander : Vice-champion d'Espagne - BK-46 Karis : Champion de Finlande - USAM Nîmes 30 : Champion de France 1991 - Tryst 77 HC : Champion de Grande-Bretagne - AS Fílippos Véria : Champion de Grèce - Elektromos SE : Champion de Hongrie | - VfL Gummersbach : Champion d'Allemagne - UHK Volksbank Vienne : Champion d'Autriche - HC Herstal : Champion de Belgique 1991 - CSKA Sofia : Champion de Bulgarie - SPE Strovolos Nicosie : Champion de Chypre - Kolding IF : Champion du Danemark - TEKA Santander : Vice-champion d'Espagne - BK-46 Karis : Champion de Finlande - USAM Nîmes 30 : Champion de France 1991 - Tryst 77 HC : Champion de Grande-Bretagne - AS Fílippos Véria : Champion de Grèce - Elektromos SE : Champion de Hongrie | - VfL Gummersbach : Champion d'Allemagne - UHK Volksbank Vienne : Champion d'Autriche - HC Herstal : Champion de Belgique 1991 - CSKA Sofia : Champion de Bulgarie - SPE Strovolos Nicosie : Champion de Chypre - Kolding IF : Champion du Danemark - TEKA Santander : Vice-champion d'Espagne - BK-46 Karis : Champion de Finlande - USAM Nîmes 30 : Champion de France 1991 - Tryst 77 HC : Champion de Grande-Bretagne - AS Fílippos Véria : Champion de Grèce - Elektromos SE : Champion de Hongrie | - VfL Gummersbach : Champion d'Allemagne - UHK Volksbank Vienne : Champion d'Autriche - HC Herstal : Champion de Belgique 1991 - CSKA Sofia : Champion de Bulgarie - SPE Strovolos Nicosie : Champion de Chypre - Kolding IF : Champion du Danemark - TEKA Santander : Vice-champion d'Espagne - BK-46 Karis : Champion de Finlande - USAM Nîmes 30 : Champion de France 1991 - Tryst 77 HC : Champion de Grande-Bretagne - AS Fílippos Véria : Champion de Grèce - Elektromos SE : Champion de Hongrie | - VfL Gummersbach : Champion d'Allemagne - UHK Volksbank Vienne : Champion d'Autriche - HC Herstal : Champion de Belgique 1991 - CSKA Sofia : Champion de Bulgarie - SPE Strovolos Nicosie : Champion de Chypre - Kolding IF : Champion du Danemark - TEKA Santander : Vice-champion d'Espagne - BK-46 Karis : Champion de Finlande - USAM Nîmes 30 : Champion de France 1991 - Tryst 77 HC : Champion de Grande-Bretagne - AS Fílippos Véria : Champion de Grèce - Elektromos SE : Champion de Hongrie | - VfL Gummersbach : Champion d'Allemagne - UHK Volksbank Vienne : Champion d'Autriche - HC Herstal : Champion de Belgique 1991 - CSKA Sofia : Champion de Bulgarie - SPE Strovolos Nicosie : Champion de Chypre - Kolding IF : Champion du Danemark - TEKA Santander : Vice-champion d'Espagne - BK-46 Karis : Champion de Finlande - USAM Nîmes 30 : Champion de France 1991 - Tryst 77 HC : Champion de Grande-Bretagne - AS Fílippos Véria : Champion de Grèce - Elektromos SE : Champion de Hongrie | - VfL Gummersbach : Champion d'Allemagne - UHK Volksbank Vienne : Champion d'Autriche - HC Herstal : Champion de Belgique 1991 - CSKA Sofia : Champion de Bulgarie - SPE Strovolos Nicosie : Champion de Chypre - Kolding IF : Champion du Danemark - TEKA Santander : Vice-champion d'Espagne - BK-46 Karis : Champion de Finlande - USAM Nîmes 30 : Champion de France 1991 - Tryst 77 HC : Champion de Grande-Bretagne - AS Fílippos Véria : Champion de Grèce - Elektromos SE : Champion de Hongrie | - VfL Gummersbach : Champion d'Allemagne - UHK Volksbank Vienne : Champion d'Autriche - HC Herstal : Champion de Belgique 1991 - CSKA Sofia : Champion de Bulgarie - SPE Strovolos Nicosie : Champion de Chypre - Kolding IF : Champion du Danemark - TEKA Santander : Vice-champion d'Espagne - BK-46 Karis : Champion de Finlande - USAM Nîmes 30 : Champion de France 1991 - Tryst 77 HC : Champion de Grande-Bretagne - AS Fílippos Véria : Champion de Grèce - Elektromos SE : Champion de Hongrie | - VfL Gummersbach : Champion d'Allemagne - UHK Volksbank Vienne : Champion d'Autriche - HC Herstal : Champion de Belgique 1991 - CSKA Sofia : Champion de Bulgarie - SPE Strovolos Nicosie : Champion de Chypre - Kolding IF : Champion du Danemark - TEKA Santander : Vice-champion d'Espagne - BK-46 Karis : Champion de Finlande - USAM Nîmes 30 : Champion de France 1991 - Tryst 77 HC : Champion de Grande-Bretagne - AS Fílippos Véria : Champion de Grèce - Elektromos SE : Champion de Hongrie | - VfL Gummersbach : Champion d'Allemagne - UHK Volksbank Vienne : Champion d'Autriche - HC Herstal : Champion de Belgique 1991 - CSKA Sofia : Champion de Bulgarie - SPE Strovolos Nicosie : Champion de Chypre - Kolding IF : Champion du Danemark - TEKA Santander : Vice-champion d'Espagne - BK-46 Karis : Champion de Finlande - USAM Nîmes 30 : Champion de France 1991 - Tryst 77 HC : Champion de Grande-Bretagne - AS Fílippos Véria : Champion de Grèce - Elektromos SE : Champion de Hongrie | - VfL Gummersbach : Champion d'Allemagne - UHK Volksbank Vienne : Champion d'Autriche - HC Herstal : Champion de Belgique 1991 - CSKA Sofia : Champion de Bulgarie - SPE Strovolos Nicosie : Champion de Chypre - Kolding IF : Champion du Danemark - TEKA Santander : Vice-champion d'Espagne - BK-46 Karis : Champion de Finlande - USAM Nîmes 30 : Champion de France 1991 - Tryst 77 HC : Champion de Grande-Bretagne - AS Fílippos Véria : Champion de Grèce - Elektromos SE : Champion de Hongrie | - VfL Gummersbach : Champion d'Allemagne - UHK Volksbank Vienne : Champion d'Autriche - HC Herstal : Champion de Belgique 1991 - CSKA Sofia : Champion de Bulgarie - SPE Strovolos Nicosie : Champion de Chypre - Kolding IF : Champion du Danemark - TEKA Santander : Vice-champion d'Espagne - BK-46 Karis : Champion de Finlande - USAM Nîmes 30 : Champion de France 1991 - Tryst 77 HC : Champion de Grande-Bretagne - AS Fílippos Véria : Champion de Grèce - Elektromos SE : Champion de Hongrie | - VfL Gummersbach : Champion d'Allemagne - UHK Volksbank Vienne : Champion d'Autriche - HC Herstal : Champion de Belgique 1991 - CSKA Sofia : Champion de Bulgarie - SPE Strovolos Nicosie : Champion de Chypre - Kolding IF : Champion du Danemark - TEKA Santander : Vice-champion d'Espagne - BK-46 Karis : Champion de Finlande - USAM Nîmes 30 : Champion de France 1991 - Tryst 77 HC : Champion de Grande-Bretagne - AS Fílippos Véria : Champion de Grèce - Elektromos SE : Champion de Hongrie | - VfL Gummersbach : Champion d'Allemagne - UHK Volksbank Vienne : Champion d'Autriche - HC Herstal : Champion de Belgique 1991 - CSKA Sofia : Champion de Bulgarie - SPE Strovolos Nicosie : Champion de Chypre - Kolding IF : Champion du Danemark - TEKA Santander : Vice-champion d'Espagne - BK-46 Karis : Champion de Finlande - USAM Nîmes 30 : Champion de France 1991 - Tryst 77 HC : Champion de Grande-Bretagne - AS Fílippos Véria : Champion de Grèce - Elektromos SE : Champion de Hongrie | - Valur Reykjavik : Champion d'Islande - Hapoël Rishon LeZion : Champion d'Israël - SSV Forst Brixen : Champion d'Italie - Red Boys Differdange : Champion du Luxembourg - Sandefjord TIF : Champion de Norvège - E&O Emmen : Champion des Pays-Bas - GKS Wybrzeże Gdańsk : Champion de Pologne - ABC Braga : Champion du Portugal - HK Drott Halmstad : Champion de Suède - Grasshopper Club Zurich : Champion de Suisse - CSU PM Timișoara : Champion de Roumanie - HC Dukla Prague : Champion de Tchécoslovaquie | - Valur Reykjavik : Champion d'Islande - Hapoël Rishon LeZion : Champion d'Israël - SSV Forst Brixen : Champion d'Italie - Red Boys Differdange : Champion du Luxembourg - Sandefjord TIF : Champion de Norvège - E&O Emmen : Champion des Pays-Bas - GKS Wybrzeże Gdańsk : Champion de Pologne - ABC Braga : Champion du Portugal - HK Drott Halmstad : Champion de Suède - Grasshopper Club Zurich : Champion de Suisse - CSU PM Timișoara : Champion de Roumanie - HC Dukla Prague : Champion de Tchécoslovaquie | - Valur Reykjavik : Champion d'Islande - Hapoël Rishon LeZion : Champion d'Israël - SSV Forst Brixen : Champion d'Italie - Red Boys Differdange : Champion du Luxembourg - Sandefjord TIF : Champion de Norvège - E&O Emmen : Champion des Pays-Bas - GKS Wybrzeże Gdańsk : Champion de Pologne - ABC Braga : Champion du Portugal - HK Drott Halmstad : Champion de Suède - Grasshopper Club Zurich : Champion de Suisse - CSU PM Timișoara : Champion de Roumanie - HC Dukla Prague : Champion de Tchécoslovaquie | - Valur Reykjavik : Champion d'Islande - Hapoël Rishon LeZion : Champion d'Israël - SSV Forst Brixen : Champion d'Italie - Red Boys Differdange : Champion du Luxembourg - Sandefjord TIF : Champion de Norvège - E&O Emmen : Champion des Pays-Bas - GKS Wybrzeże Gdańsk : Champion de Pologne - ABC Braga : Champion du Portugal - HK Drott Halmstad : Champion de Suède - Grasshopper Club Zurich : Champion de Suisse - CSU PM Timișoara : Champion de Roumanie - HC Dukla Prague : Champion de Tchécoslovaquie | - Valur Reykjavik : Champion d'Islande - Hapoël Rishon LeZion : Champion d'Israël - SSV Forst Brixen : Champion d'Italie - Red Boys Differdange : Champion du Luxembourg - Sandefjord TIF : Champion de Norvège - E&O Emmen : Champion des Pays-Bas - GKS Wybrzeże Gdańsk : Champion de Pologne - ABC Braga : Champion du Portugal - HK Drott Halmstad : Champion de Suède - Grasshopper Club Zurich : Champion de Suisse - CSU PM Timișoara : Champion de Roumanie - HC Dukla Prague : Champion de Tchécoslovaquie | - Valur Reykjavik : Champion d'Islande - Hapoël Rishon LeZion : Champion d'Israël - SSV Forst Brixen : Champion d'Italie - Red Boys Differdange : Champion du Luxembourg - Sandefjord TIF : Champion de Norvège - E&O Emmen : Champion des Pays-Bas - GKS Wybrzeże Gdańsk : Champion de Pologne - ABC Braga : Champion du Portugal - HK Drott Halmstad : Champion de Suède - Grasshopper Club Zurich : Champion de Suisse - CSU PM Timișoara : Champion de Roumanie - HC Dukla Prague : Champion de Tchécoslovaquie | - Valur Reykjavik : Champion d'Islande - Hapoël Rishon LeZion : Champion d'Israël - SSV Forst Brixen : Champion d'Italie - Red Boys Differdange : Champion du Luxembourg - Sandefjord TIF : Champion de Norvège - E&O Emmen : Champion des Pays-Bas - GKS Wybrzeże Gdańsk : Champion de Pologne - ABC Braga : Champion du Portugal - HK Drott Halmstad : Champion de Suède - Grasshopper Club Zurich : Champion de Suisse - CSU PM Timișoara : Champion de Roumanie - HC Dukla Prague : Champion de Tchécoslovaquie | - Valur Reykjavik : Champion d'Islande - Hapoël Rishon LeZion : Champion d'Israël - SSV Forst Brixen : Champion d'Italie - Red Boys Differdange : Champion du Luxembourg - Sandefjord TIF : Champion de Norvège - E&O Emmen : Champion des Pays-Bas - GKS Wybrzeże Gdańsk : Champion de Pologne - ABC Braga : Champion du Portugal - HK Drott Halmstad : Champion de Suède - Grasshopper Club Zurich : Champion de Suisse - CSU PM Timișoara : Champion de Roumanie - HC Dukla Prague : Champion de Tchécoslovaquie | - Valur Reykjavik : Champion d'Islande - Hapoël Rishon LeZion : Champion d'Israël - SSV Forst Brixen : Champion d'Italie - Red Boys Differdange : Champion du Luxembourg - Sandefjord TIF : Champion de Norvège - E&O Emmen : Champion des Pays-Bas - GKS Wybrzeże Gdańsk : Champion de Pologne - ABC Braga : Champion du Portugal - HK Drott Halmstad : Champion de Suède - Grasshopper Club Zurich : Champion de Suisse - CSU PM Timișoara : Champion de Roumanie - HC Dukla Prague : Champion de Tchécoslovaquie | - Valur Reykjavik : Champion d'Islande - Hapoël Rishon LeZion : Champion d'Israël - SSV Forst Brixen : Champion d'Italie - Red Boys Differdange : Champion du Luxembourg - Sandefjord TIF : Champion de Norvège - E&O Emmen : Champion des Pays-Bas - GKS Wybrzeże Gdańsk : Champion de Pologne - ABC Braga : Champion du Portugal - HK Drott Halmstad : Champion de Suède - Grasshopper Club Zurich : Champion de Suisse - CSU PM Timișoara : Champion de Roumanie - HC Dukla Prague : Champion de Tchécoslovaquie | - Valur Reykjavik : Champion d'Islande - Hapoël Rishon LeZion : Champion d'Israël - SSV Forst Brixen : Champion d'Italie - Red Boys Differdange : Champion du Luxembourg - Sandefjord TIF : Champion de Norvège - E&O Emmen : Champion des Pays-Bas - GKS Wybrzeże Gdańsk : Champion de Pologne - ABC Braga : Champion du Portugal - HK Drott Halmstad : Champion de Suède - Grasshopper Club Zurich : Champion de Suisse - CSU PM Timișoara : Champion de Roumanie - HC Dukla Prague : Champion de Tchécoslovaquie | - Valur Reykjavik : Champion d'Islande - Hapoël Rishon LeZion : Champion d'Israël - SSV Forst Brixen : Champion d'Italie - Red Boys Differdange : Champion du Luxembourg - Sandefjord TIF : Champion de Norvège - E&O Emmen : Champion des Pays-Bas - GKS Wybrzeże Gdańsk : Champion de Pologne - ABC Braga : Champion du Portugal - HK Drott Halmstad : Champion de Suède - Grasshopper Club Zurich : Champion de Suisse - CSU PM Timișoara : Champion de Roumanie - HC Dukla Prague : Champion de Tchécoslovaquie | - Valur Reykjavik : Champion d'Islande - Hapoël Rishon LeZion : Champion d'Israël - SSV Forst Brixen : Champion d'Italie - Red Boys Differdange : Champion du Luxembourg - Sandefjord TIF : Champion de Norvège - E&O Emmen : Champion des Pays-Bas - GKS Wybrzeże Gdańsk : Champion de Pologne - ABC Braga : Champion du Portugal - HK Drott Halmstad : Champion de Suède - Grasshopper Club Zurich : Champion de Suisse - CSU PM Timișoara : Champion de Roumanie - HC Dukla Prague : Champion de Tchécoslovaquie | - Valur Reykjavik : Champion d'Islande - Hapoël Rishon LeZion : Champion d'Israël - SSV Forst Brixen : Champion d'Italie - Red Boys Differdange : Champion du Luxembourg - Sandefjord TIF : Champion de Norvège - E&O Emmen : Champion des Pays-Bas - GKS Wybrzeże Gdańsk : Champion de Pologne - ABC Braga : Champion du Portugal - HK Drott Halmstad : Champion de Suède - Grasshopper Club Zurich : Champion de Suisse - CSU PM Timișoara : Champion de Roumanie - HC Dukla Prague : Champion de Tchécoslovaquie | - Valur Reykjavik : Champion d'Islande - Hapoël Rishon LeZion : Champion d'Israël - SSV Forst Brixen : Champion d'Italie - Red Boys Differdange : Champion du Luxembourg - Sandefjord TIF : Champion de Norvège - E&O Emmen : Champion des Pays-Bas - GKS Wybrzeże Gdańsk : Champion de Pologne - ABC Braga : Champion du Portugal - HK Drott Halmstad : Champion de Suède - Grasshopper Club Zurich : Champion de Suisse - CSU PM Timișoara : Champion de Roumanie - HC Dukla Prague : Champion de Tchécoslovaquie |

## Tours préliminaires

### Premier tour
| Équipe                | Aller   | Total    | Retour  | Équipe                  |
| --------------------- | ------- | -------- | ------- | ----------------------- |
| CSKA Sofia            | 26 – 21 | 42 – 49  | 16 – 28 | HC Dukla Prague         |
| Sandefjord TIF        | 27 – 20 | 48 – 38  | 21 – 18 | GKS Wybrzeze Gdansk     |
| HC Herstal            | 19 – 19 | 41 – 45  | 22 – 26 | Grasshopper Club Zurich |
| BK-46 Karis           | 23 – 21 | 41 – 46  | 18 – 25 | Kolding IF              |
| E&O Emmen             | 20 – 24 | 41 – 49  | 21 – 25 | USAM Nîmes 30           |
| CSU PM Timișoara      | 25 – 20 | 52 – 48  | 27 – 28 | AS Fílippos Véria       |
| Red Boys Differdange  | 16 – 29 | 37 – 53  | 21 – 24 | Hapoël Rishon LeZion    |
| HK Drott Halmstad     | 24 – 27 | 51 – 55  | 27 – 28 | Valur Reykjavík         |
| UHK Volksbank Vienne  | 50 – 17 | 101 – 35 | 51 – 18 | Tryst 77 HC             |
| VfL Gummersbach       | 26 – 18 | 47 – 36  | 21 – 18 | SSV Forst Brixen        |
| SPE Strovolos Nicosie | 17 – 33 | 35 – 76  | 18 – 43 | Elektromos SE           |
| ABC Braga             | 20 – 17 | 37 – 42  | 17 – 27 | TEKA Santander          |

### Huitièmes de finale
Les résultats des huitièmes de finale, disputés en début novembre 1991, sont :
| Équipe                | Aller   | Total   | Retour  | Équipe                  |
| --------------------- | ------- | ------- | ------- | ----------------------- |
| RK Zagreb             | 25 – 17 | 50 – 48 | 25 – 31 | HC Dukla Prague         |
| Sandefjord TIF        | 24 – 20 | 46 – 49 | 22 – 29 | SKIF Krasnodar          |
| Kolding IF            | 23 – 17 | 46 – 46 | 23 – 29 | Grasshopper Club Zurich |
| CSU PM Timișoara      | 17 – 18 | 32 – 41 | 15 – 23 | USAM Nîmes 30           |
| Valur Reykjavík       | 25 – 20 | 52 – 48 | 27 – 28 | Hapoël Rishon LeZion    |
| VfL Gummersbach       | 21 – 16 | 36 – 40 | 15 – 24 | Elektromos SE           |
| Eskişehir ETİ Bisküvi | 30 – 28 | 47 – 60 | 17 – 32 | TEKA Santander          |
| UHK Volksbank Vienne  | 19 – 24 | 37 – 55 | 18 – 31 | FC Barcelone            |

Les buteurs de l'USAM Nîmes 30 étaient :
- match aller : Saracevic (6), G. Derot (3), Borsos (2), Portes (2), Echivard (2), Téoule (2), Gardent (1).
- match retour : Sanchez (1), Golic (1), Borsos (2), Courbier (1), Saracevic (5), Portes (4), Echivard (3), Gardent (4), G. Derot (2).

## Phase finale
| \| Barcelone Nîmes Zagreb Reykjavík Budapest Krasnodar Kolding Santander \| Localisation des équipes en phase finale. |
| Barcelone Nîmes Zagreb Reykjavík Budapest Krasnodar Kolding Santander                                                 |

|  | Quarts de finale | Quarts de finale | Quarts de finale | Quarts de finale |                |                | Demi-finales | Demi-finales | Demi-finales | Demi-finales |  |  | Finale | Finale | Finale | Finale |
|  |                  |                  |                  |                  |                |                |              |              |              |              |  |  |        |        |        |        |
|  |                  |                  |                  |                  |                |                |              |              |              |              |  |  |        |        |        |        |
|  |                  |                  |                  |                  |                |                |              |              |              |              |  |  |        |        |        |        |
|  | RK Zagreb        | RK Zagreb        | 29               | 21               |                |                |              |              |              |              |  |  |        |        |        |        |
|  | RK Zagreb        | RK Zagreb        | 29               | 21               |                |                |              |              |              |              |  |  |        |        |        |        |
|  | SKIF Krasnodar   | SKIF Krasnodar   | 24               | 20               |                |                |              |              |              |              |  |  |        |        |        |        |
|  | SKIF Krasnodar   | SKIF Krasnodar   | 24               | 20               | RK Zagreb      | RK Zagreb      | 26           | 20           |              |              |  |  |        |        |        |        |
|  |                  |                  |                  |                  | RK Zagreb      | RK Zagreb      | 26           | 20           |              |              |  |  |        |        |        |        |
|  |                  |                  | Kolding IF       | Kolding IF       | 17             | 26             |              |              |              |              |  |  |        |        |        |        |
|  | Kolding IF       | Kolding IF       | Kolding IF       | Kolding IF       | 17             | 26             | 25           | 24           |              |              |  |  |        |        |        |        |
|  | Kolding IF       | Kolding IF       |                  |                  |                |                |              | 24           |              |              |  |  |        |        |        |        |
|  | USAM Nîmes 30    | USAM Nîmes 30    | 23               | 23               |                |                |              |              |              |              |  |  |        |        |        |        |
|  | USAM Nîmes 30    | USAM Nîmes 30    | 23               | 23               | RK Zagreb      | RK Zagreb      | 22           | 28           |              |              |  |  |        |        |        |        |
|  |                  |                  |                  |                  | RK Zagreb      | RK Zagreb      | 22           | 28           |              |              |  |  |        |        |        |        |
|  |                  |                  | TEKA Santander   | TEKA Santander   | 20             | 18             |              |              |              |              |  |  |        |        |        |        |
|  | Valur Reykjavík  | Valur Reykjavík  | TEKA Santander   | TEKA Santander   | 20             | 18             | 19           | 15           |              |              |  |  |        |        |        |        |
|  | Valur Reykjavík  | Valur Reykjavík  |                  |                  |                |                |              |              |              |              |  |  |        |        |        |        |
|  | FC Barcelone     | FC Barcelone     | 23               | 27               |                |                |              |              |              |              |  |  |        |        |        |        |
|  | FC Barcelone     | FC Barcelone     | 23               | 27               | TEKA Santander | TEKA Santander | 14           | 24           |              |              |  |  |        |        |        |        |
|  |                  |                  |                  |                  | TEKA Santander | TEKA Santander | 14           | 24           |              |              |  |  |        |        |        |        |
|  |                  |                  | FC Barcelone     | FC Barcelone     | 14             | 23             |              |              |              |              |  |  |        |        |        |        |
|  | TEKA Santander   | TEKA Santander   | FC Barcelone     | FC Barcelone     | 14             | 23             | 30           | 28           |              |              |  |  |        |        |        |        |
|  | TEKA Santander   | TEKA Santander   |                  |                  |                |                |              | 28           |              |              |  |  |        |        |        |        |
|  | Elektromos SE    | Elektromos SE    | 18               | 24               |                |                |              |              |              |              |  |  |        |        |        |        |
|  | Elektromos SE    | Elektromos SE    | 18               | 24               |                |                |              |              |              |              |  |  |        |        |        |        |
|  |                  |                  |                  |                  |                |                |              |              |              |              |  |  |        |        |        |        |

### Quarts de finale
Les résultats des quarts de finale, disputés en décembre 1991, sont, :
| Équipe          | Aller   | Total   | Retour  | Équipe         |
| --------------- | ------- | ------- | ------- | -------------- |
| RK Zagreb       | 29 – 24 | 50 – 44 | 21 – 20 | SKIF Krasnodar |
| Kolding IF      | 25 – 23 | 49 – 46 | 24 – 23 | USAM Nîmes 30  |
| Valur Reykjavík | 19 – 23 | 34 – 50 | 15 – 27 | FC Barcelone   |
| Elektromos SE   | 24 – 28 | 42 – 58 | 18 – 30 | TEKA Santander |

### Demi-finales
| Équipe         | Aller    | Total   | Retour  | Équipe       |
| -------------- | -------- | ------- | ------- | ------------ |
| RK Zagreb      | 26 – 17* | 46 – 43 | 20 – 26 | Kolding IF   |
| TEKA Santander | 14 – 14  | 38 – 37 | 24 – 23 | FC Barcelone |

* Match aller joué à Göppingen (Allemagne), probablement à cause de la Guerre de Croatie.

### Finale
La finale s'est déroulée en matchs aller-retour et a vu le RK Zagreb remporter son premier titre.
| Club      | Aller   | Total   | Retour  | Club           |
| --------- | ------- | ------- | ------- | -------------- |
| RK Zagreb | 22 – 20 | 50 – 38 | 28 – 18 | TEKA Santander |

| 2 mai 1992 | Lotto Zagreb        | 22 – 20         | TEKA Santander     | Graz, Autriche Affluence : 2 500 Arbitrage : Svein Olaf Øie et Bjørn Høgsnes |
| 2 mai 1992 | Ratko Tomljanović 6 | (11-10)         | Édouard Medvedev 4 | Graz, Autriche Affluence : 2 500 Arbitrage : Svein Olaf Øie et Bjørn Høgsnes |
| 2 mai 1992 | ×4                  | Mundo Deportivo | ×4                 | Graz, Autriche Affluence : 2 500 Arbitrage : Svein Olaf Øie et Bjørn Høgsnes |

| Lotto Zagreb - Gardiens de buts : Rolando Pušnik, Vladimir Vujović - Joueurs de champ : Patrik Ćavar (4 dont 1 pen., ), Nenad Kljaić (2, ), Ratko Tomljanović (6 dont 3 pen.), Ivica Obrvan (3), Iztok Puc (2), Bruno Gudelj (4), Tettey Banfro (1), Vedran Ćurak, Nino Marković, Tanković (). - Entraîneur : Zdravko Zovko | TEKA Santander - Gardiens de buts : Mats Olsson, Rony Herrera - Joueurs de champ : Javier Cabanas (3, ), Luisón García (), Juan Francisco Muñoz (5), Édouard Medvedev (4), Jaime Puig (3), Chechu Villaldea (de) (), Chechu Fernández (), Rodrigo Reñones Calvo, Julián Ruiz (2), Paco Vidal (2 dont 2 pen.). - Entraîneur : Emilio Alonso Río (es) |

| 15 mai 1992 | TEKA Santander          | 18 – 28         | Lotto Zagreb | Palacio de Deportes, Santander Affluence : 3 500 Arbitrage : Bo Johansson, Bernt Kjellqvist |
| 15 mai 1992 | Chechu Villaldea (de) 8 | (9-13)          | Iztok Puc 7  | Palacio de Deportes, Santander Affluence : 3 500 Arbitrage : Bo Johansson, Bernt Kjellqvist |
| 15 mai 1992 | ×0                      | Mundo Deportivo | ×4           | Palacio de Deportes, Santander Affluence : 3 500 Arbitrage : Bo Johansson, Bernt Kjellqvist |

| TEKA Santander - Gardiens de buts : Mats Olsson, Rony Herrera - Joueurs de champ : Javier Cabanas (1), Luisón García (1), Chechu Villaldea (de) (8), Julián Ruiz, Édouard Medvedev, Juan Francisco Muñoz (3), Javier Reino, Chechu Fernández, Jaime Puig (5), Paco Vidal. - Entraîneur : Emilio Alonso Río (es) | Lotto Zagreb - Gardiens de buts : Rolando Pušnik, Vladimir Vujović - Joueurs de champ : Vladimir Jelčić (3), Ivica Obrvan (3, ), Bruno Gudelj (5), Iztok Puc (7), Patrik Ćavar (4, ), Ratko Tomljanović (4), Alvaro Načinović (1, ), Slavko Goluža, Nenad Kljaić. - Entraîneur : Zdravko Zovko |

## Le champion d'Europe
| Vainqueur de la Coupe des clubs champions européens 1991-1992 RK Zagreb 1er titre |

L'effectif du RK Zagreb était :
- Tonči Peribonio (GB)
- Rolando Pušnik (GB)
- Vladimir Vujović (GB)
- Patrik Ćavar
- Vladimir Jelčić
- Ivica Obrvan
- Željko Babić
- Božidar Jović
- Alvaro Načinović
- Nenad Kljaić
- Iztok Puc
- Slavko Goluža
- Ratko Tomljanović
- Bruno Gudelj
- Tettey Banfro
- Mirza Šarić
- Entraîneur : Zdravko Zovko